# Serge Monnier
Pour les articles homonymes, voir Monnier.
Serge Monnier, né le 14 septembre 1942 à Juvisy-sur-Orge (Seine-et-Oise), est un homme politique français.

## Biographie
Serge Monnier est professeur de philosophie,.
Il est battu lors des municipales de 2001 par Arlette Arnaud-Landau.

## Mandats
- Député de la Première circonscription de la Haute-Loire[4] (1995-1997)
- Maire du Puy-en-Velay[5] (1995-2001)